# أبو خليل المدني
أبو خليل المدني، المعروف أيضًا باسم أبو خليل السوداني، كان عضوًا في مجلس شورى تنظيم القاعدة. يُعتَقد من كنيته أنه سعودي، ولا يٌعرف الكثير عن آرائه صدرت له رسالة صوتية في 2013 نُشرت على الإنترنت، تكلم فيها عن ضعف العقيدة عند العامة و«المؤامرات الأمريكية». في أبريل 2014 صدر له بيان صوتي للتعليق على الأحداث السورية ومحاولة التوسط في النزاع بين جبهة النصرة والدولة الإسلامية في العراق والشام. قُتل أبو خليل في غارة أمريكية بطائرة بدون طيار في أفغانستان في 11 يوليو 2015. وأكد ذلك زعيم تنظيم القاعدة أيمن الظواهري خلال رسالة صوتية صدرت في أغسطس عام 2017.

## وصلات خارجية
- Images of Abu Khalil al-Madani from 2008
- Abu Khalil al Madani, Jamat Nasiyah Dawa Member